# Phylloscopus subaffinis
El mosquitero gorgiclaro (Phylloscopus subaffinis) es una especie de ave paseriforme de la familia Phylloscopidae propia de Asia.

## Distribución y hábitat
Se reproduce en China y pasa el invierno en el sector norte del sureste asiático. Su hábitat natural son los bosques templados.